# Spravedlnost
Spravedlnost är en kulle i Tjeckien.   Den ligger i regionen Ústí nad Labem, i den norra delen av landet, 90 km norr om huvudstaden Prag. Toppen på Spravedlnost är 533 meter över havet, eller 81 meter över den omgivande terrängen. Bredden vid basen är 0,55 km.
Terrängen runt Spravedlnost är kuperad söderut, men norrut är den platt.Runt Spravedlnost är det ganska glesbefolkat, med 48 invånare per kvadratkilometer. Närmaste större samhälle är Varnsdorf, 11,1 km öster om Spravedlnost. I omgivningarna runt Spravedlnost växer i huvudsak blandskog.